# Liste der Baudenkmale in Hemmoor
In der Liste der Baudenkmale in Hemmoor sind alle Baudenkmale der niedersächsischen Gemeinde Hemmoor im Landkreis Cuxhaven aufgelistet.  Der Stand der Liste ist der 22. Dezember 2023. Die Quelle der Baudenkmale ist der niedersächsische Denkmalatlas.

## Althemmoor
| Lage                                            | Bezeichnung       | Beschreibung | ID       | Bild |
| ----------------------------------------------- | ----------------- | --- | -------- | ---- |
| Cuxhavener Straße 17 53° 42′ 21″ N, 9° 7′ 16″ O | Schule            | Zweigeschossiger Backsteinbau von 1887 | 31269982 |      |
| Cuxhavener Straße 17 53° 42′ 21″ N, 9° 7′ 15″ O | Stall             | Backsteinbau mit senkrecht verschaltem Drempel und Satteldachvon um 1920 | 31270006 |      |
| Dorfstraße 53° 42′ 14″ N, 9° 6′ 51″ O           | Gefallenendenkmal | Dreistufiges Steinmonument auf einem hohen Feldsteinsockel, darüber ein blockhafter Natursteinaufbau mit Steintafel und einem bekrönenden Findling mit Inschrifttafel sowie Bronzerelief aus Stahlhelm, Waffe und Laubzweig. Errichtet 1921 als Denkmal für die Gefallenen des Ersten Weltkriegs von dem Stader Bildhauer Meyer. | 31270028 | BW   |
| Dorfstraße 53° 42′ 13″ N, 9° 6′ 52″ O           | Gefallenendenkmal | Findling auf Findlings- und Natursteinsockel, bekrönt von einem Kreuz. Errichtet um 1950, inschriftlich für die „Toten der Ostheimat“. | 52595240 | BW   |
| Dorfstraße 53° 42′ 14″ N, 9° 6′ 52″ O           | Gefallenendenkmal | Großer, aufrecht stehender Findling. Errichtet 1950 für die Gefallenen und Vermissten des Zweiten Weltkriegs. Der Findling wurde in der Gemeinde geborgen. | 52595130 | BW   |
| Lindenstraße 53° 42′ 21″ N, 9° 6′ 55″ O         | Friedhofstor      | Eingeschossiger Backsteinbau unter Walmdach. Mit einem breiten segmentbogenförmigen Durchgang. Errichtet 1889. Bauzeitliche Türen und Metallfenster erhalten. | 31270385 |      |
| Lindenstraße 53° 42′ 21″ N, 9° 6′ 55″ O         | Kriegerdenkmal    | Steinpfeiler mit Steinreliefs in Form einer Girlande und eines Eisernen Kreuzes mit der Inschrift „1914-1918“. Errichtet 1921 (i) für die Gefallenen des Ersten Weltkrieges von Althemmoor, Namen eingraviert. Nach 1945 ergänzt um die Namen der Gefallenen des Zweiten Weltkrieges „1939-1945“.                                | 31270406 |      |

## Basbeck
| Lage                                                | Bezeichnung               | Beschreibung | ID       | Bild           |
| --------------------------------------------------- | ------------------------- | --- | -------- | -------------- |
| Am Ostedeich 53° 41′ 23″ N, 9° 11′ 42″ O            | Schöpfwerk                | Backsteinbau von 1927 mit Eckbetonungen | 31269921 |                |
| Am Ostedeich 53° 41′ 24″ N, 9° 11′ 43″ O            | Sieltor                   | Sielanlage von 1927 in Backstein mit Ein- und Auslaufbauwerken sowie Sielkammern | 31269940 |                |
| Hollenworther Straße 53° 41′ 5″ N, 9° 11′ 0″ O      | St. Michael               | Saalkirche aus Fachwerk mit polygonalem Chorschluss unter Walmdach in Hohlpfannendeckung, erbaut 1751. Westwand 1836 in Backstein erneuert, Südseite von Schiff und Chor um 1875 mit Lisenengliederung und Segmentbogenfenstern. In Chorwand integrierte Grabstele von 1720. Westturm aus Backstein mit Knickhelm in Kupferdeckung anstelle eines hölzernen Vorgängerbaus errichtet 1902 durch J. D. Hahn, Koppel bei Hechthausen. Im Inneren Raumabschluss durch Holzbalkendecke. Ausstattung: Altarwand aus dem Anfang des 19. Jh. mit einer Kanzel von 1693 und umlaufende Emporen aus der Mitte des 18. Jh. | 31270272 | Weitere Bilder |
| Ostedeich 53° 41′ 26″ N, 9° 11′ 57″ O               | Ostedeich links           | Sielanlage in Backsteinbauweise mit quer zum Schleusenfleth liegenden Ein- und Auslaufbauwerken sowie Sielkammern. Errichtet 1927. | 31270806 |                |
| Marschenweg 8 53° 41′ 16″ N, 9° 12′ 29″ O           | Wohn-/ Wirtschaftsgebäude | Backsteinbau um 1845 mit Dachhaus in Fachwerk | 31270425 |                |
| Marschenweg 8 53° 41′ 18″ N, 9° 12′ 31″ O           | Scheune                   | Backsteinbau von um 1845 | 31270472 |                |
| Mühlenreiher Weg 24 53° 39′ 37″ N, 9° 11′ 19″ O     | Wohn-/ Wirtschaftsgebäude | Zweiständer-Hallenhaus von 1769, teils massiv. teils in Fachwerk am nördlichen Wirtschaftsgiebel, südwestlich erweitert um ein Wohnhaus in Backstein aus ersten Hälfte 20. Jh. | 31270495 | BW             |
| Sethlerhemmer Fährweg 5 53° 40′ 56″ N, 9° 12′ 23″ O | Wohn-/ Wirtschaftsgebäude | Zweiständer-Hallenhaus in Fachwerkbau von 1810 (i), im Kern vermutlich von 1760, Nord- und Südtraufe des Wirtschaftsteils um 1900, Wohngiebel nach 1945 massiv erneuert | 31270650 |                |
| Sethlerhemmer Straße 67 53° 40′ 55″ N, 9° 11′ 40″ O | Scheune                   | Freistehender Gefügebau als Kornscheune, teils senkrecht verbrettert, teils backsteinsichtiges Fachwerk, aus der zweiten Hälfte des 18. Jh. | 31270694 | BW             |
| Sethlerhemmer Straße 67 53° 40′ 54″ N, 9° 11′ 40″ O | Scheune                   | Zweiständerbau in Fachwerk von 1899 als Kruppscheune | 31270669 | BW             |
| Sethlerhemmer Straße 74 53° 40′ 35″ N, 9° 12′ 15″ O | Wohn-/ Wirtschaftsgebäude | Backsteinbau von um 1890 mit repräsentativen Eingang | 31270719 |                |
| Stader Straße 53° 41′ 10″ N, 9° 10′ 28″ O           | Gefallenendenkmal         | Steinpfeiler mit Steinreliefs, bekrönt von Eisernem Kreuz auf Kugel. Errichtet um 1920 für die Gefallenen des Ersten Weltkrieges von Basbeck. Nach 1945 ergänzt um zwei seitliche Pfeiler (Platten) für die Gefallenen des Zweiten Weltkrieges „1939-1945“. | 31270741 |                |

## Heeßel
| Lage                                      | Bezeichnung       | Beschreibung | ID       | Bild |
| ----------------------------------------- | ----------------- | --- | -------- | ---- |
| Heeßeler Trift 53° 40′ 37″ N, 9° 7′ 15″ O | Gefallenendenkmal | Mit Eisernem Kreuz bekrönte Stele auf Feldsteinsockel mit Inschrift und den Namen der Gefallenen und Vermissten des Ersten Weltkriegs, um 1950 ergänzt um zwei flankierende Stelen mit den Namen der Vermissten und Gefallenen des Zweiten Weltkriegs. | 31270253 |      |
| Pulvermühle 6 53° 40′ 30″ N, 9° 7′ 43″ O  | Wassermühle       | Zweigeschossiger Backsteinbau von 1853 | 31270517 | BW   |
| Pulvermühle 6 53° 40′ 29″ N, 9° 7′ 43″ O  | Stauwehr          | Kleine Stauanlage mit Wehr zwischen Quellwasserteich und Mühlenbach | 31270541 | BW   |
| Pulvermühle 6 53° 40′ 29″ N, 9° 7′ 41″ O  | Mühlenteich       | Quellwasserteich westlich der Wassermühle | 31270563 | BW   |

## Warstade
| Lage                                       | Bezeichnung                 | Beschreibung | ID       | Bild           |
| ------------------------------------------ | --------------------------- | --- | -------- | -------------- |
| Hauptstraße 32 53° 41′ 43″ N, 9° 9′ 0″ O   | Wohn-/ Wirtschaftsgebäude   | Giebelständiges, zweigeschossiges, massiv gebautes Wohnhaus von 1855 und traufständige Scheune in Backsteinbauweise Fenster überwiegend aus Gusseisen | 31270855 |                |
| Hauptstraße 64 53° 41′ 58″ N, 9° 8′ 33″ O  | Gefallenendenkmal           | Gedenkstein von um 1920 für die Gefallenen des Ersten Weltkrieges: Hohe Stele in der Form des Eisernen Kreuzes auf quadratischem Postament. Abschluss aus kleinem monopterusähnlichn Element und einer Plastik aus Laubkranz, Waffe und Stahlhelm. Zum Gedenken an die im Zweiten Weltkrieg Gefallenen wurde um 1950 ein Ensemble aus vier Stelen, die durch architravartig aufgelegte Steine zusammengefasst und von Pfeilern flankiert werden, ergänzt. | 31270051 |                |
| Hauptstraße 64 53° 41′ 57″ N, 9° 8′ 34″ O  | Findling                    | Aufrecht stehender Findling auf Natursteinsockel. | 52594249 | BW             |
| Hemmer Straße 3 53° 42′ 16″ N, 9° 7′ 50″ O | Villa                       | Zweigeschossige Villa von 1922 in Backstein mit Souterraingeschoss für den Vorstand der Portland Cementfabrik Hemmoor AG. | 31270140 |                |
| Hemmer Straße 3 53° 42′ 16″ N, 9° 7′ 51″ O | Garten                      | Garten mit Baumbestand mit westlicher Ausdehnung an der Hemmer Straße und nördlich der Villa | 31269831 | BW             |
| Hemmer Straße 3 53° 42′ 14″ N, 9° 7′ 49″ O | Einfriedung                 | Umfassungsmauer von um 1922 an der Hemmer Straße am östlichen und nördlichen Rand bis nach Westen und Süden, markante Toreinfahrt mit Torgitter sowie Laternen auf den Pfeilern | 31269851 | BW             |
| Hemmer Straße 5 53° 42′ 19″ N, 9° 7′ 53″ O | Wohn-/ Wirtschaftsgebäude   | Zweiständer-Hallenhaus von um 1840 in Fachwerk, mit reetgedecktem Satteldach, Wohnteil mit siebenfachiger Diele | 31270209 |                |
| Hemmer Straße 6 53° 42′ 18″ N, 9° 7′ 54″ O | Wohnhaus                    | Zweigeschossiger Backsteinbau Inschrift: „Villa Grussendorf 1905“ | 31270231 |                |
| Kirchplatz 10 53° 41′ 58″ N, 9° 8′ 21″ O   | Christuskirche              | Saalkirche von 1897/98 in Backstein mit seitenschiffähnlichen Emporen mit Faltdach, eingezogener polygonaler Chor, nordwestliches Portal, quadratischer Turm, abgestuften Strebepfeiler, Maßwerkfenstern im Chor. Innen: Trapezdecke aus Holz, dreiseitige Empore aus Holz, Chor mit Kreuzrippengewölbe, Ausstattung aus der Erbauungszeit: Altarretabel, Holzkanzel. Taufstein, Orgelprospekt, Kirchenbänke, schmiedeeiserne Leuchter                    | 38625034 | Weitere Bilder |
| Kirchplatz 10 53° 41′ 58″ N, 9° 8′ 23″ O   | Christuskirche (Kirchplatz) | | 31269872 | Weitere Bilder |
| Kirchplatz 10 53° 41′ 57″ N, 9° 8′ 21″ O   | Abort (Latrine)             | Eingeschossiger rechteckiger Backsteinbau mit Türen an den Schmalseiten unter Satteldach. Segmentbogenförmige Öffnungen. Erbaut 1897/98. | 31270363 | Weitere Bilder |
| Mühlenstraße 13 53° 42′ 0″ N, 9° 8′ 12″ O  | Galerieholländer            | Steffenssche Mühle, ehemaliger Galerieholländer von 1899 mit rundem, mehrgeschossigen Mühlenturm mit Kappe | 38625034 | Weitere Bilder |
| Mühlenstraße 13 53° 42′ 1″ N, 9° 8′ 13″ O  | Wohnhaus                    | Backsteinbau von um 1896/99 | 38625067 | Weitere Bilder |
| Mühlenstraße 13 53° 42′ 1″ N, 9° 8′ 12″ O  | Scheune                     | Backsteinbau von um 1899 mit holzverschaltem Drempel | 38625101 | Weitere Bilder |

## Westersode
| Lage                                            | Bezeichnung             | Beschreibung                                                              | ID       | Bild |
| ----------------------------------------------- | ----------------------- | ------------------------------------------------------------------------- | -------- | ---- |
| Bröckelbecker Straße 53° 41′ 32″ N, 9° 5′ 26″ O | Wassermühle Bröckelbeck | Zweigeschossiger Backsteinbau von 1860 mit Satteldach.                    | 31269961 | BW   |
| Schulstraße 5 53° 41′ 50″ N, 9° 6′ 49″ O        | Schulgebäude            | Backsteinbau auf Sockel von 1896, erstes Schulgebäude für Westersode      | 31270584 |      |
| Schulstraße 7 53° 41′ 49″ N, 9° 6′ 47″ O        | Schulgebäude            | Zwei- und eingeschossiger Backsteinbau von 1909, Schultrakt und Wohntrakt | 31270605 |      |
| Schulstraße 7 53° 41′ 49″ N, 9° 6′ 48″ O        | Stall                   | Backsteinbau errichtet in Einheit mit dem Schulgebäude 1909               | 31270629 | BW   |